# سوسنوویتسه (استان لهستان کوچک‌تر)
سوسنوویتسه (به لهستانی:  Sosnowice) یک روستا در لهستان است که در گمینا بژژنگتسا (استان لهستان کوچک‌تر) واقع شده‌است. سوسنوویتسه ۲۳۵ متر بالاتر از سطح دریا واقع شده‌است.